# CFR克卢日足球俱乐部
CFR克卢日足球俱乐部（羅馬尼亞語：Fotbal Club CFR 1907 Cluj），是一家位于罗马尼亚克卢日-纳波卡的足球俱乐部。CFR克卢日是2007-08赛季罗马尼亚足球甲级联赛的冠军。这是CFR克卢日的首个国内顶级联赛冠军，也是这一冠军头衔17年来首次由来自布加勒斯特以外的球队夺得。此外，本赛季罗马尼亚首次获得一个直接晋级欧洲冠军联赛小组赛的名额，CFR克卢日也因此成为首支晋级欧洲冠军联赛小组赛的非布加勒斯特球队。这对于克卢日来说是一项非凡的成就，6年前他们还处在罗马尼亚第三级别的联赛。
CFR克卢日足球俱乐部名称中的CFR为罗马尼亚铁路系统的缩写。
2005年，由于在国际托托杯上的优异表现，CFR克卢日引起了罗马尼亚国内外的广泛关注。当时，克卢日接连淘汰毕尔巴鄂竞技和圣埃蒂安，成为首支打进托托杯决赛的罗马尼亚俱乐部。在最后的决赛中，克卢日输给了法国的朗斯。2008-09赛季，克卢日首次参加欧洲冠军联赛小组赛，就在9月16日的首场比赛中爆冷以2比1战胜冠军联赛的常客罗马队。

## 历史

### 早期历史
CFR克卢日足球俱乐部成立于1907年；当时的克卢日市还是奥匈帝国的一部分。俱乐部原来的匈牙利语名称是Kolozsvári Vasutas Sport Club (K.V.S.C.)，意思是“铁路工人队”。1907至1910年，克卢日参加了Kolozsvár（即现在的克卢日-纳波卡）地区联赛，然而并没有取得引人注目的成绩。
1910年，球队赢得了新创办的特兰西瓦尼亚联赛冠军，并在1911年至1914年连续四次获得亚军。这项赛事随后由于第一次世界大战而被迫中断。战后特兰西瓦尼亚成了罗马尼亚的一部分，因此俱乐部更名为CFR克卢日，保持和国家铁路的关系，并在1918-1919和1919-1920两个赛季中获得地区联赛的冠军头衔。
克卢日早期著名球员有：博加（Boga），豪洛斯（Halasz），巴斯加（Basga），西洛吉（Szilaghi），韦格（Vegh），海格（Hegh），卡布佐夫斯基（Kabuzovsky），基尼日二世（Kinizsi II），瑙吉（Nagy），乌伊沃里（Ujvari），陶考奇一世（Takacs I），库尔泰亚努（Curteanu），巴拉巴斯（Barabas），陶考奇二世（Takacs II），托松（Tosson），海赖斯（Heresz），米库（Micu），代亚克（Deak），内亚古（Neagu），奥罗斯（Oros），奥尔泰亚努（Olteanu），莫拉鲁（Moraru），拉杜（Radu），桑多尔（Sandor），梅尔恰努（Merceanu），克龙斯塔特尔（Kronstadter），洪尼斯洛（Szaniszlo）和尤豪斯（Juhasz）。
1934年至1936年，克卢日在第二级别联赛中参赛，分别获得1934-1935赛季第六名和1935-1936赛季第八名。1936年，克卢日被降入第三级别联赛。克卢日在第三级别联赛中踢了两年，分别排名第二和第四。
罗马尼亚第三级别联赛由于二战而解散，克卢日更名为Kolozsvári AC参加了匈牙利第二级别联赛中Erdely（“特兰西瓦尼亚”的匈牙利语名称）分区的比赛，并升入顶级联赛。1941年至1944年间，克卢日参加了匈牙利顶级联赛。二战结束后，克卢日在罗马尼亚第三级别联赛中打了一个赛季，并成功升级。1946-1947赛季，克卢日与当地另一家俱乐部Ferar克卢日（Ferar Cluj）合并，并首次参加了顶级联赛。遗憾的是，他们在顶级联赛中只打了两年就遭降级，并且之后的20年都一直未能升级。
1960年，俱乐部与克卢日快速（Rapid Cluj）合并成为C.S.M.克卢日（C.S.M. Cluj）。1964年，俱乐部更名为Clujeana。同年，俱乐部青年队获得全国冠军。三年后，俱乐部的名字改回原来的CFR克卢日（CFR Cluj）。

### 1969年－1976年
1969年，CFR克卢日在第二级别联赛中拿到45分，比他们的竞争对手蒂米什瓦拉波利泰尼卡（Politehnica Timişoara）多出5分。联赛最后一轮两队打成1比1平。蒂米什瓦拉波利泰尼卡上半时以1-0领先，但克卢日凭借索奥斯（Soos）精彩的头球扳回。
1969年夏天，克卢日在教练康斯坦丁·勒杜列斯库博士的带领下打进顶级联赛。勒杜莱斯库出生于罗马尼亚南方，但成长于特兰西瓦尼亚地区。在成为教练之前，他曾经在20世纪40年代效力过CFR克卢日以及当地另一家知名球队克卢日大学队（Universitatea Cluj）。
康斯坦丁·勒杜列斯库博士在1968-1969赛季中使用了下列球员：纳杰尔（Nagel），伦格耶尔（Lengyel），哈斯马桑-泰杰安（Hasmasan-Tegean），德拉戈米尔（Dragomir），索奥斯，马努（Manu），戈坎-罗曼（Gocan-Roman），V·阿莱克桑德鲁（V. Alexandru），斯坦切尔姆（Stancelm），维桑（Visan），佩特鲁·埃米尔-马祖拉基斯（Petru Emil-Mazurachis），扎内阿（Zanea），马里乌斯·布雷坦（Marius Bretan），巴拉斯（Balas），R·佩特雷斯库（R. Petrescu），马里安·波佩斯库（Marian Popescu），波纳（Pona）和斯特拉特（Strat）。球员整体比较年轻，而勒杜莱斯库是一名偏爱进攻的教练员，经常采用具有攻击性的4-3-3阵型。
1969-1970赛季，克卢日在首轮比赛中2-0战胜ASA特尔古穆列什（ASA Târgu Mureş）。然而他们接下来几场比赛并不顺利，除了1-0战胜雅西波利泰尼卡（Politehnica Iaşi）之外，他们不断输球，其中包括败给布加勒斯特星（1-3）和布加勒斯特迪纳摩（0-2）。好在他们在第二年春天再次战胜ASA特尔古穆列什，并大力反弹，最终避免了降级厄运。这个赛季的主力阵容大体上是：莫尔多万（Moldovan）－卢普（Lupu），德拉戈米尔，索奥斯，罗曼，科若卡鲁（Cojocaru），马里乌斯·布雷坦，泰杰安，维桑，O·约内斯库（O. Ionescu）和什泽凯（Szőke）。
第二个赛季初，埃乌真（Eugen）接替勒杜莱斯库成为球队主教练，然而他的执教并不让人满意，因此勒杜莱斯库再度被请回。尽管如此，冬歇期前克卢日仍处在积分榜倒数的位置。1971年春天，情况虽然有所好转，克卢日依然要为保级而挣扎。联赛最后一轮与UT阿拉德（UT Arad）的比赛令人难忘。克卢日以1-0领先结束上半场。然而UT阿拉德在下半场连扳两球，反超了比分。克卢日的球员们坚持不懈，终于在终场前将比分锁定在2-2平。UT阿拉德依然取得了参加欧洲赛事的资格，而最重要的是，克卢日成功留在顶级联赛里。
1971-1972赛季，克卢日开局不利。输给布加勒斯特迪纳摩（1-3）、奥拉迪亚克里舒尔（Crişul Oradea）（0-1，终场前点球失分）和佩特罗沙尼日乌尔（Jiul Petroşani）（1-2，两粒乌龙球）之后，克卢日在上半程联赛结束后仅积7分，排名垫底。进入下半程，克卢日的反弹相当壮观，尽管并不十分连贯。他们在几场关键比赛中取得了胜利，比如1-0对克拉约瓦大学（Universitatea Craiova）和3-0对普洛耶什蒂佩特罗卢尔（Petrolul Ploieşti）。到了赛季末，克卢日仍然在为保级而努力。最后一轮比赛，客场与雅西波利泰尼卡的比赛结束后，保级成功的队伍回到克卢日受到了3000名球迷的热烈欢迎。
1972年夏天，克卢日做出最重要的一项转会，用索奥斯交换了克卢日大学队的米哈伊·阿达姆（Mihai Adam）。此前，米哈伊·阿达姆曾两次荣获罗马尼亚最佳射手，他被认为是罗马尼亚同时代球员中的佼佼者。阿达姆和他的队友们努力使1972-73赛季成为克卢日历史上最光荣的一个赛季。他们取得了历史最佳成绩——顶级联赛第五名。这个赛季的几场关键比赛包括：2-0胜布加勒斯特快速（Rapid Bucharest）、2-2平布加勒斯特体育学生（Sportul Studenţesc Bucureşti）以及1-1平布加勒斯特星。另外，克卢日现在仍在使用的主场就是建于1973年。为了庆祝球场落成，克卢日与古巴队举行了一场友谊赛，最终结果是克卢日以2-1取胜。
1973-1974赛季是一个糟糕的赛季，克卢日排名第14，勉强保级。这个赛季惟一值得庆祝的是米哈伊·阿达姆第三次荣获罗马尼亚最佳射手，33岁的他在这个赛季打进了23个进球。
1974-1975赛季，与前一个赛季类似，克卢日始终都在为保级而战。
1975-1976赛季，克卢日终于降级。这是他们20世纪最后一次处在顶级联赛，当时的问题是队伍老化，大多数队员已经30多岁。

### 1976年－2002年
1977-1978赛季，克卢日试图重返顶级联赛。可惜的是，他们最终排在FC巴亚马雷（FC Baia Mare）之后，仅名列第二级别联赛的第二名。四年后，克卢日降入第三级别联赛，从此便在第二和第三级别联赛间徘徊不前。其中，1983年克卢日在他们的忠诚教练康斯坦丁·勒杜列斯库博士的带领下征战第二级别联赛。
1990年，克卢日遭受财政危机，多次濒临破产。尽管如此，几名优秀的青年球员涌现出来，包括克里斯蒂安·杜尔卡（Cristian Dulca）、阿蒂拉·皮罗斯卡（Attila Piroska）、克里斯蒂安·科罗伊安（Cristian Coroian）和阿林·明特乌安（Alin Minteuan）。

### 2002年－2005年
2002年1月，S.C. ECOMAX M.G.的长官Árpád Pászkány成为俱乐部新老板，并创办了新的商业体育俱乐部，ECOMAX M.G.为最大股东。2001-2002赛季末，克卢日成功取得升级名额。
2003年的夏天对克卢日极为重要，球队引进了多名优秀选手，包括克特林·博兹多格（Cătălin Bozdog），阿德里安·安卡（Adrian Anca），克里斯蒂安·图尔库（Cristian Turcu）和萨宾·皮格利桑（Sabin Piglisan）。凭借球员们的出色表现，克卢日完成了一个精彩的赛季，成功闯入甲级联赛。这个赛季的开局十分美妙，克卢日一度保持在积分榜榜首。此后，球队大老板Árpád Pászkány卷入控告多名裁判腐败问题的事件当中。这引起了球队的连败以及主教练盖奥尔盖·奇奥切里（Gheorghe Cioceri）的下课。冬歇期后，奥雷尔·孙达（Aurel Sunda）取代了盖奥尔盖·奇奥切里的职位。2004年春天，球队的表现近乎完美，15赛14胜1平。联赛还剩一轮的情况下，克卢日仅比排在榜首的佩特罗沙尼日乌尔少一分。最后一轮联赛，佩特罗沙尼日乌尔与梅迪亚什加兹梅坦（Gaz Metan Mediaş）打平，而克卢日3-0大胜对手。这成了克卢日俱乐部21世纪最关键的时刻之一，他们重返阔别28年之久的顶级联赛。
2004年夏天，克卢日迎来很多新球员，这其中包括瓦西莱·茹拉（Vasile Jula）和拉杜·马尔吉内安（Radu Marginean）。
2004-2005赛季，上半程结束后克卢日排名第六，对于升班马来说已经很了不起。其中，主场战胜布加勒斯特迪纳摩是一场令人惊讶的比赛。阿德里安·安卡和索林·翁尼克（Sorin Oncică）各入两球，帮助球队以4-2取得胜利。然而，联赛下半程则令人失望，克卢日15场比赛仅得12分。球队最终名列第11，保级成功。

### 2005年－2007年
2005年夏天，CFR克卢日首次杀入欧洲赛场，参加了国际托托杯。罗马尼亚著名球员多里内尔·蒙泰亚努（Dorinel Munteanu）从布加勒斯特星转会而来，在队中扮演球员和教练双重角色。他加盟的首场比赛就创造了克卢日历史上最伟大的一场胜利。克卢日在2005年国际托托杯第二轮首回合1-0战胜了毕尔巴鄂竞技（尽管当时毕尔巴鄂竞技的场上队员大多来自预备队）。次回合比赛，克卢日以0-1告负，但仍然通过点球大战进入下一轮。
接下来的比赛，克卢日回到主场迎战圣埃蒂安。阿德里安·安卡打出了他个人职业生涯中最伟大的一场比赛，尽管比赛的结果是1-1平。上半时，安卡的头球打在横梁上，科斯明·蒂林卡（Cosmin Tilinca）将反弹回来的皮球补射入网。随后安卡赢得一个点球，可惜没有射进。下半时，安卡再次打中横梁。在法国举行的客场比赛同样是克卢日的一个重要时刻。比赛以2-2结束，克卢日凭借客场进球数的优势晋级下一轮。克卢日开局顺利，克里斯蒂安·科罗伊安将安卡创造的点球罚进。下半场对克卢日并不太顺利。圣埃蒂安队的朱利安·萨布莱（Julien Sablé）将比分扳平，紧接着克卢日的拉什兹洛·巴林特（Laszlo Balint）被红牌罚下。科斯明·蒂林卡的进球让克卢日重获希望，最终晋级。下一轮比赛中，克卢日轻松地淘汰维尔纽斯韦特拉（客场2-1，主场5-1，总比分7-2）。
克卢日的决赛对手是法国的朗斯。首回合主场比赛，双方各打进一个任意球，比赛以1-1收场。为克卢日进球的是克里斯蒂安·图尔库。次回合客场比赛，面对3万名法国球迷，克卢日球员们似乎十分疲惫，被打进3个球。而蒙泰亚努在第89分钟的进球为本队挽回了一点面子。克卢日的托托杯之旅就此终止。
克卢日在2005-2006赛季的联赛中排名第五。
2006-2007赛季，蒙泰亚努离开克卢日，意大利人克里斯蒂亚诺·贝尔戈迪（Cristiano Bergodi）成为新主教练。球队迎来了很多西欧和南美球员。俱乐部和葡萄牙劲旅本菲卡签订了合作协议。2007年7月22日，CFR克卢日热烈庆祝其百年诞辰，与本菲卡进行了一场友谊赛，并为球场的新照明系统举行落成仪式。

### 2008年：罗马尼亚甲级联赛冠军
2007-2008赛季，曾在尼科西亚奥莫尼亚和布加勒斯特迪纳摩执教的教练员罗马尼亚人伊万·安多内（Ioan Andone）接手球队，并将目标定为罗马尼亚甲级联赛冠军。联赛上半程，克卢日保持不败，领先第二名布加勒斯特快速8分。下半程，布加勒斯特星一路将比分追上。联赛还剩两轮的时候，布加勒斯特星以1分的优势排名第一，但他们输给老对手迪纳摩队。而克卢日战胜了克卢日大学队，并首夺联赛冠军。3天之后，克卢日又赢下罗马尼亚杯。
2007-2008赛季，克卢日的主力阵容是：努诺·克拉罗（Nuno Claro）[或斯滕奇奥尤（Stăncioiu）] － 托尼（Tony），卡杜（Cadú），加利亚西（Galiassi），帕宁（Panin）－ 特里克（Trică），达尼（Dani），莱昂（Leão），库里奥（Culio）－ 赛梅多（Semedo），法比安尼（Fabbiani）。其他球员，比如只打了上半个赛季的迪迪（Didi）和冬歇期加盟的鲁伊兹（Ruiz）、杜巴尔比尔（Dubarbier）同样对球队夺得联赛和杯赛冠军做出了贡献。
2008-2009赛季的欧洲冠军联赛，克卢日与上赛季亚军英超的切尔西、以及意甲的罗马和法甲的波尔多同分在A组。2008年9月16日，在他们的冠军联赛处子秀中，克卢日出人意料地以2-1击败了罗马队。库里奥独中两元，成为球队的英雄。

## 球场信息
CFR克卢日的主场为康斯坦丁·勒杜列斯库博士球场，又名格鲁亚球场，可容纳25000名球迷。2006年秋至2007年6月，俱乐部投入1000万欧元对球场进行了改造，铺设了高质量草皮，安装了先进的照明系统。所有的改造都是为了庆祝俱乐部的百岁生日。球场改造完成后举行的首场比赛是与本菲卡的友谊赛。2008年，俱乐部将球场座席扩大到25000。康斯坦丁·勒杜列斯库博士球场现已达到欧足联制定的所有要求，可以承办欧洲冠军联赛的比赛。

## 球會錦標
- 羅馬尼亞足球甲級聯賽冠軍：8
  - 2007–08，2009–10，2011–12, 2017–18, 2018–19, 2019–20, 2020–21, 2021–22
- 特兰西瓦尼亚地区联赛冠軍：1
  - 1910–11（第4届）
- 羅馬尼亞盃冠軍：4
  - 2007–08, 2008–09, 2009–10, 2015–16
- 歐洲足協圖圖盃亚軍：1
  - 2005

## 罗马尼亚顶级联赛战绩
| 赛季      | 排名 | 胜 | 平 | 负 | 得失球 | 积分 |
| --------- | ---- | -- | -- | -- | ------ | ---- |
| 1947-1948 | 8    | 9  | 10 | 11 | 48-42  | 28   |
| 1948-1949 | 11   | 9  | 5  | 12 | 39-67  | 23   |
| 1969-1970 | 14   | 10 | 7  | 13 | 29-45  | 27   |
| 1970-1971 | 14   | 9  | 8  | 13 | 37-52  | 26   |
| 1971-1972 | 13   | 9  | 7  | 14 | 27-37  | 25   |
| 1972-1973 | 5    | 11 | 11 | 8  | 33-33  | 33   |
| 1973-1974 | 14   | 11 | 9  | 14 | 40-53  | 31   |
| 1974-1975 | 15   | 11 | 10 | 13 | 26-34  | 32   |
| 1975-1976 | 17   | 9  | 10 | 15 | 30-39  | 28   |
| 2004-2005 | 11   | 9  | 9  | 12 | 33-44  | 36   |
| 2005-2006 | 5    | 14 | 8  | 8  | 36-27  | 50   |
| 2006-2007 | 3    | 21 | 6  | 7  | 59-32  | 69   |
| 2007-2008 | 1    | 23 | 7  | 4  | 52-22  | 76   |

## 纪录
- 国内顶级联赛最好成绩：冠军（2007-2008赛季）
- 获胜最悬殊比赛：CFR克卢日 7-0 雷希察奥采卢尔（Oţelul Reşiţa[2]）（1847年7月9日）
- 失利最悬殊比赛：CFR布加勒斯特 12-2 CFR克卢日（1949年4月20日）
- 国内顶级联赛出场最多的球员：马里乌斯·布雷坦 199次
- 国内顶级联赛进球最多的球员：米哈伊·阿达姆 47粒

## 史上著名球员
- 伊奥安尼斯·马楚拉基斯（Ioannis Matzourakis）
- 佩德罗·奥利维拉（Pedro Oliveira）
- 纳纳（Naná）
- 杜杜（Dudu）
- 阿德里安·安卡（Adrian Anca）
- 马里乌斯·布雷坦（Marius Bretan）
- 克里斯蒂安·科罗伊安（Cristian Coroian）
- 克里斯蒂安·杜尔卡（Cristian Dulca）
- 什泰凡·科瓦奇（Stefan Kovacs）
- 多里内尔·蒙泰亚努（Dorinel Munteanu）
- 罗梅奥·苏尔杜（Romeo Surdu）
- 奥古斯汀·泰杰安（Augustin Tegean）
- 马廷·图多尔（Martin Tudor）
- 维奥雷尔·维桑（Viorel Visan）
- 米盖尔·多尔辛（Mikael Dorsin）

## 俱乐部信息

### 管理层
截至2008年9月24日，来源：CFR克卢日官方网站。
- 投资者：Arpad Paszkany
- 主席：Iuliu Mureşan
- 副主席：Ştefan Gadola
- 执行总管：Răzvan Zamfir
- 体育总管：Alexandru Matei
- 秘书长：Florin Popicu
- 体育秘书：Iustin Bălaş
- 行政总管：Octavian Mezei
- 外事总管：Antoniou Antonis和Oana Mureşan
- 市场总管：Sergiu Penciu
- 新闻官：Tudor Pop

### 教练组
截至2008年9月24日，来源：CFR克卢日官方网站。
- 主教练： Maurizio Trombetta
- 守门员教练： Horia Cârlan
- 队医： Gabor Barta
- 按摩师： Viorel Boncoi
- 按摩师： Bogdan Rus
- 按摩师： Iosif Mureşan
- 队医（Medic）： Ovidiu Dragoş

## 球迷
CFR克卢日的极端球迷组织是Commando Gruia和KVSC，分别拥有约1000名和450名会员。KVSC的口号是“Incredibili şi Unici din Pasiune!”，意思是“我们因激情而惊人、而独特！”。而Commando Gruia成立于2002年，他们的口号是“Un secol de tradiţie”，意思是“百年传统”。最近Commando Gruia内部又产生了一些新的球迷组织。

## 脚注及参考资料
1. ↑  . uefa.com. 2008年9月16日  [2008年9月24日]. （原始内容存档于2008年9月25日） （英语）.
2. ↑  并非Oţelul Galaţi。
3. ↑  . Fotbal Club CFR 1907 Cluj.   [2008年9月24日]. （原始内容存档于2008年9月20日） （英语）.
4. ↑  . Fotbal Club CFR 1907 Cluj.   [2008年9月24日]. （原始内容存档于2008年10月9日） （英语）.